# Kashmir (utwór)
Kashmir – utwór angielskiego zespołu rockowego Led Zeppelin z albumu Physical Graffiti z roku 1975.
W 2006 utwór został sklasyfikowany na 140. miejscu listy 500 utworów wszech czasów magazynu Rolling Stone.

## Ogólny zarys
"Kashmir” uważany jest za jeden z najpopularniejszych utworów Led Zeppelin, a wszyscy członkowie zespołu przyznają, że jest to jedno z ich największych osiągnięć. Wokalista Robert Plant mawiał, że jest to jego ulubiony utwór z repertuaru zespołu. Podobno jest tak częściowo z powodu jego irytacji, kiedy musiał tłumaczyć tekst „Stairway to Heaven”. W filmie dokumentalnym wypowiadał się, że kocha ten utwór dlatego, że jest tak intensywny, a jednocześnie nie zalicza go się do gatunku heavy metalu – zespół nigdy nie lubił gdy jego muzykę określano tą nazwą.
Plant napisał tekst do utworu w roku 1973, kiedy podróżował po Saharze w Maroku, pomimo tego, że jego nazwa pochodzi od regionu w południowej Azji. Na początku tytuł miał brzmieć „Driving to Kashmir”.
W utworze można również usłyszeć dźwięki charakterystyczne dla klasycznej muzyki marokańskiej, indyjskiej i bliskowschodniej. Jeśli chodzi o instrumenty, to oprócz gitary elektrycznej użyto tu melotronu – instrumentu popularnego w rocku progresywnym, którego użycie jako ówczesnego „samplera”, umożliwiało zastosowanie barw m.in. instrumentów smyczkowych i dętych.
"Kashmir” grany był na każdym koncercie Led Zeppelin od jego ukazania się w 1975 aż po ostatni koncert zespołu w 1980. Nagranie utworu z jednego z tych koncertów pojawiło się na płycie Led Zeppelin DVD.

## Inne wersje
- Po śmierci Johna Bonhama pozostali członkowie zespołu wykonali „Kashmir” na koncercie z okazji 40-lecia wytwórni Atlantic Records w 1988 w Madison Square Garden wraz z synem Johna, Jasonem.

- Page & Plant nagrali inną jego wersję w 1994 – ukazała się ona na płycie No Quarter: Jimmy Page and Robert Plant Unledded. Wraz z nimi zagrała orkiestra i muzycy grający tradycyjną muzykę marokańską.

- Na żywo utwór wykonywały także zespoły rockowe takie jak Alter Bridge i Jane’s Addiction. Wraz z tym drugim głosu użyczał czasem Maynard James Keenan z zespołu Tool.

- Melodia z utworu została wykorzystana w filmie Godzilla z 1998 roku. Swoją jego aranżację wykonali wspólnie Puff Daddy i Jimmy Page; utwór miał nazwę Come With Me. Wspomagał ich Tom Morello na gitarze.

- Jethro Tull i Lucia Micarelli wykonali wspólnie „Kashmir” przynajmniej dwukrotnie podczas swoich tras koncertowych.
- Roger Daltrey z The Who i Ann Wilson wykonali wspólnie „Kashmir”.

- Grupa muzyczna Alice in Chains wykonała ten utwór, wraz z Northwest Symphony Orchestra w roku 2008[2].

## Odniesienia kulturowe
- Sama muzyka (bez słów) została wykorzystana jako tło podczas konkursu jazdy figurowej na lodzie podczas Zimowych Igrzysk Olimpijskich w roku 2006, a także w reklamie Pucharu Świata w 2002.

- Fragment tekstu utworu pojawia się w filmie Ocean’s Twelve. Postać grana przez Matta Damona cytuje pierwsze dwie linijki w scenie z George’em Clooneyem, Bradem Pittem i Robbiem Coltrane’em. Pozostali trzej wypowiadają pozornie bezsensowne kwestie, a gdy przychodzi tura na Damona, nie wie co powiedzieć i cytuje „Oh, let the sun beat down upon my face/stars to fill my dream/I am a traveler of both time and space/to be where I have been.” Po tym jak Pitt, Clooney i Damon opuszczają restaurację, w której scena ta miała miejsce, Pitt drwiąco patrzy na Damona i sarkastycznie rzuca Kashmir?!

- Perkusista Roger Taylor wypowiadał się, że utwór „Innuendo” zespołu Queen powstał pod dużym wpływem utworu „Kashmir”. Określił go nawet jako Oscar Wilde spotyka Led Zeppelin. Robert Plant wykonał ten utwór z zespołem Queen podczas koncertu poświęconego pamięci Freddiego Mercury’ego.